# 藤井かすみ
藤井かすみ（ふじい かすみ、本名：高橋かすみ（たかはし -、旧姓：藤井）、1967年11月30日 - ）は日本の女子プロゴルファー。山口県岩国市出身。身長162cm、体重64kg。血液型B型。所属ザ・クィーンズヒルゴルフクラブ（2006年現在）。マネジメント契約先はスポーツビズ。

## 来歴
- 広島市安田女子高等学校出身。高校在学中はソフトボール選手、エースで四番として活躍した。
- その後東京女子体育短期大学に進学、高校時代と同じくソフトボール選手として活躍。1年時には全日本大学選手権で優勝し、日本代表にも選ばれた。
- 師匠は経歴が似る岡本綾子。
- 1995年、3度目の挑戦でプロテスト合格。
- 2001年、ベルーナレディースでツアー初優勝を飾る。
- 2002年 ダイキンオーキッドレディスゴルフトーナメント、東海クラシック、樋口久子クラシック優勝。
- 2003年 カトキチクイーンズゴルフトーナメント優勝。
- 2004年 フジサンケイレディスクラシック、プロミスレディスゴルフトーナメント優勝。
- 2005年 ベルーナレディースカップゴルフトーナメント、フジサンケイレディスクラシック、クリスタルガイザーレディス ゴルフトーナメント優勝。
- 2006年9月18日、結婚。夫は10歳年下の、高橋健太。

## 人物
2005年末現在JLPGAツアー10勝、2005年度賞金ランキング5位、生涯獲得賞金は4億円以上と、日本のトッププロの一人となっている。
2006年9月に結婚。夫の高橋健太は競輪選手（静岡県）で、夫婦揃ってスポーツ選手である。ちなみに、夫が競輪選手・妻がプロゴルファーという一家は、近年では1996年結婚の出口眞浩（神奈川県）・松沢知加子夫婦がいる。
新聞・雑誌に連載も多く、麻雀も好きで「藤井かすみの目指せ！麻雀王」が『パーゴルフ』誌で連載されている。